# Furkan Alakmak
Furkan Alakmak (* 28. September 1991 in Oss, Nordbrabant) ist ein niederländisch-türkischer Fußballspieler, der auf der Position des Stürmers spielt. 

## Karriere
Alakmak begann mit dem Vereinsfußball in den Nachwuchsabteilungen von NEC und FC Oss. Bei Ersterem startete er 2009 seine Profikarriere. Nachfolgend spielte er bei RKC Waalwijk und FC Eindhoven.
Zur Saison 2013/14 wechselte er zum türkischen Drittligisten Göztepe Izmir. Mit diesem Verein beendete er die Saison 2014/15 als Meister der TFF 2. Lig und stieg damit in die TFF 1. Lig auf. Nach Saisonende verließ er diesen Verein.
Im Januar 2016 schloss er sich dem niederländischen Viertligisten OJC Rosmalen an.

## Erfolge
Mit Göztepe Izmir
- Meister der TFF 2. Lig und Aufstieg in die TFF 1. Lig: 2014/15

## Nachweise
1. ↑  Ook Furkan Alakmak sluit aan bij OJC, 073voetbal.nl vom 31. Januar 2016, gesichtet am 24. April 2017

| Personendaten    | Personendaten                            |
| ---------------- | ---------------------------------------- |
| NAME             | Alakmak, Furkan                          |
| KURZBESCHREIBUNG | niederländisch-türkischer Fußballspieler |
| GEBURTSDATUM     | 28. September 1991                       |
| GEBURTSORT       | Oss, Nordbrabant, Niederlande            |